# Shades of Two Worlds
Shades of Two Worlds es el décimo álbum de estudio de la banda de rock estadounidense The Allman Brothers Band,  publicado en 1991. El álbum no volvió a publicarse en los Estados Unidos, aunque se mantiene como una de las producciones favoritas de los fanáticos de la banda. La razón de la salida del mercado se debe probablemente a la baja posición en las listas de éxitos (#85), sin embargo, el disco fue alabado por la crítica desde su lanzamiento.

## Lista de canciones
1. "End of the Line" (Gregg Allman, Warren Haynes, Allen Woody, John Jaworowicz) – 4:38
2. "Bad Rain" (Dickey Betts, Warren Haynes) – 5:33
3. "Nobody Knows" (Dickey Betts) – 10:58
4. "Desert Blues" (Dickey Betts, Warren Haynes) – 5:02
5. "Get On with Your Life" (Gregg Allman) – 6:58
6. "Midnight Man" (Dickey Betts, Warren Haynes) – 4:39
7. "Kind of Bird" (Dickey Betts, Warren Haynes) – 8:26
8. "Come On in My Kitchen" (Robert Johnson-Arreglo por Dickey Betts) – 6:18

## Créditos
- Gregg Allman – órgano, voz
- Dickey Betts – guitarra, voz
- Warren Haynes – guitarra, coros
- Allen Woody – bajo
- Jaimoe – batería, percusión
- Butch Trucks – batería
- Marc Quiñones - percusión